# ويلفريد تي. ويب
ويلفريد تي. ويب هو شخصية أعمال وسياسي أمريكي، ولد في 22 مارس 1864، وتوفي في 20 ديسمبر 1938. نشط حزبياً في الحزب الديمقراطي.